# Huzărești
Huzărești románul: Huzărești, falu Romániában, Erdélyben, Fehér megyében.

## Fekvése
Felsőgirda mellett fekvő település.

## Története
Huzărești az Erdélyi-szigethegység felsőbb régióira jellemző, 910 méter magasságban  szétszórtan fekvő, pár házas településeinek egyike, mely korábban Felsőgirda része volt és csak valamikor 1956 körül vált külön településsé 225 lakossal.
1966-ban 214 román lakosa volt. 1977-ben 173 lakosából 172 román volt. 1992-ben 111, a 2002-es népszámláláskor pedig 113 román lakosa volt.